# Мело обыкновенная
Мело обыкновенная, или индийская волюта, или дынная раковина (лат. Melo melo), — брюхоногий моллюск рода Melo из семейства волют.

## Этимология названия
Латинское родовое и видовое название этого вида брюхоногих Melo означает «дыня». Оно было дано ему за характерные форму, размер и окраску раковины, напоминающие таковые у созревших плодов бахчевой культуры дыня, также носящей латинское видовое название melo.

## Описание

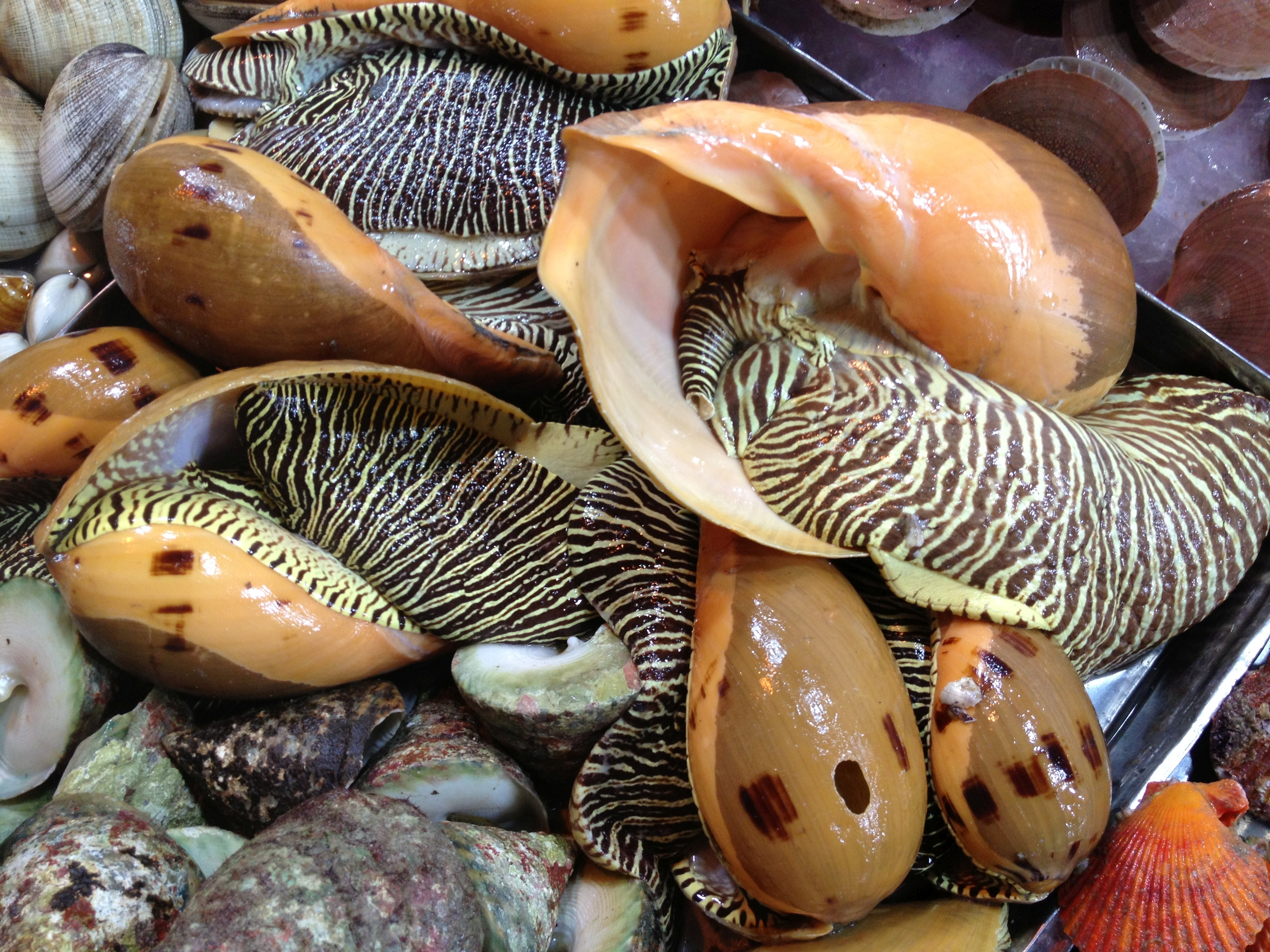
Раковины с моллюском

Раковина моллюска длиной 125—365 мм, большая, крепкая, конволютная, имеет овальную форму. Раковина имеет удлиненно- или расширенно-овальную форму, тонкостенная. Общая окраска раковины — дынно-жёлтая, иногда с имеющимися поперечными рядами коричневых пятен. Завиток является скрытым верхней частью наружной губы раковины моллюска. Высота всей раковины представлена исключительно последним оборотом. Наружная поверхность раковины гладкая, её скульптура образована исключительно частыми и тонкими линиями роста. Последний оборот сильно расширен. Устье раковины изнутри золотисто-кремового цвета, широкое, имеет овальную форму, расширенное или удлинённое. В нижней его части имеется глубокая вырезка полукруглой формы. Внутренняя губа имеет 3—4 резких колумеллярных зубца с глубокой выемкой между ними в нижней части. Сифональный вырост короткий с широким каналом. Наружная губа тонкая, плавно скруглённая.

## Ареал
Тропический Индо-Тихоокеанский район. Ареал простирается от побережья Индии и Шри-Ланки, Бирмы, Таиланда и Малайзии до Южно-Китайского моря и Филиппин.

## Образ жизни
Обитает преимущественно на мягких грунтах — смешанных песчано-илистых. Хищник, охотится на других моллюсков: брюхоногих и двустворчатых. Ведёт ночной образ жизни. Плавающая личинка отсутствует, из яичных капсул появляются маленькие моллюски, несущие зародышевую раковину.

## Жемчуг

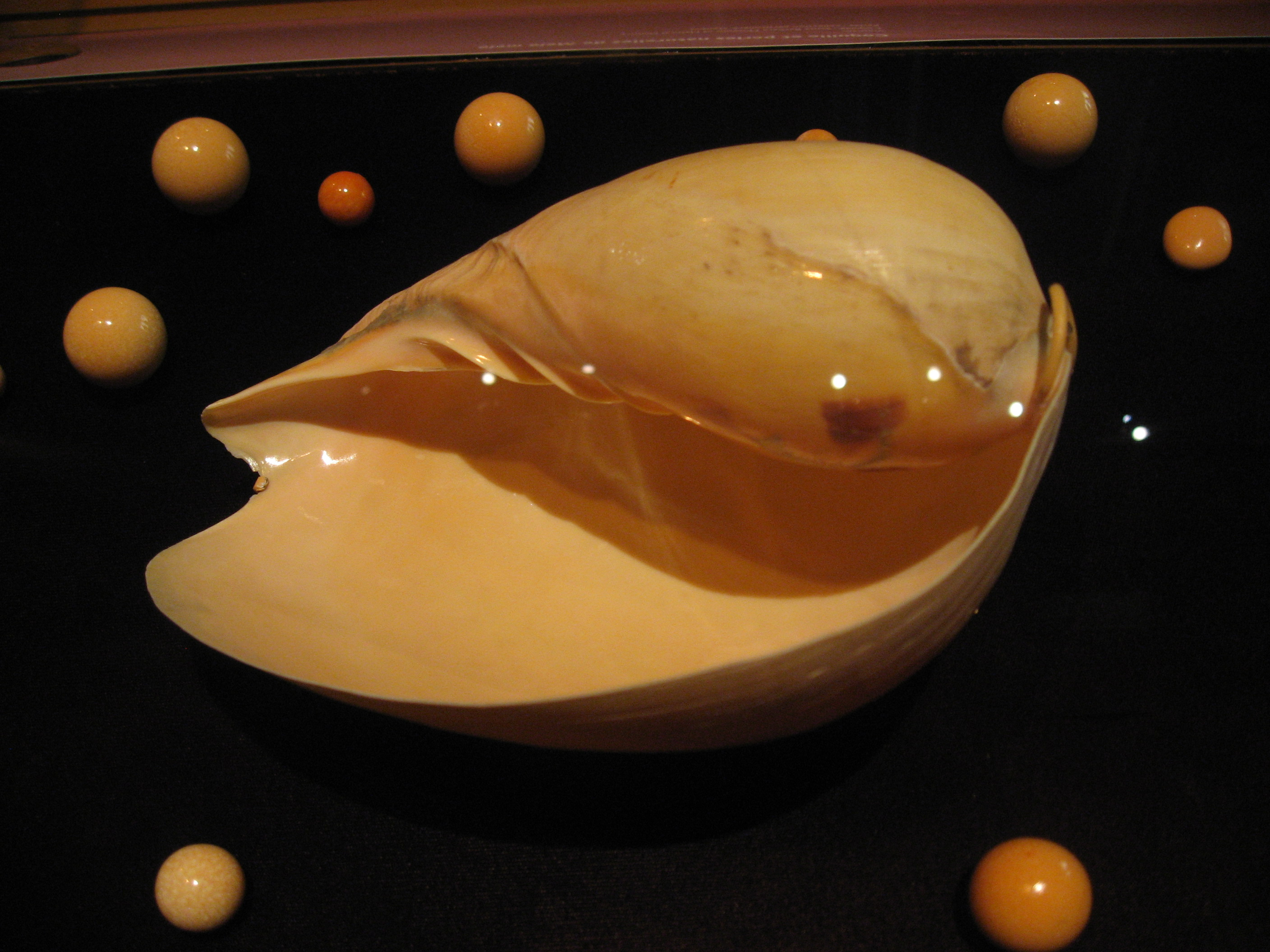
Раковина моллюска в окружении жемчужин, произведенных этим видом

В отличие от преобладающего большинства брюхоногих моллюсков, этот вид может производить жемчуг. Однако жемчужины обыкновенной мело не имеют перламутра, характерного для жемчужин, которые образовывают двустворчатые моллюски. Цвет данного жемчуга соответствует окраске внутренней части раковины моллюска и варьируется от ярко-оранжевого, оранжевого, оранжево-жёлтого до жёлтого, светлого, почти белого.
Самая большая известная жемчужина, получившая в конце 1990-х годов название «Восход» (Sunrise pearl), имеет массу примерно 80 г (что составляет 397,5 карата) и диаметр 37,97 × 37,58 мм. Её цвет — красновато-оранжевый, напоминающий встающее или заходящее солнце. Жемчужина находится в коллекции Бао Дая, последнего императора Вьетнама.